# آتشین (سرده)
آتشین (نام علمی: Aethionema) نام یک سرده از تیرهٔ شب‌بویان است.